# Nothin' But Love
Nothin' But Love è il quinto singolo estratto da I Look to You, album di Whitney Houston.

## Tracce
1. Nothin' But Love – 3:35

## Classifica
| Classifica | Posizione |
| ---------- | --------- |
| USA R&B    | 78        |